# بورد رادیولوژی آمریکا

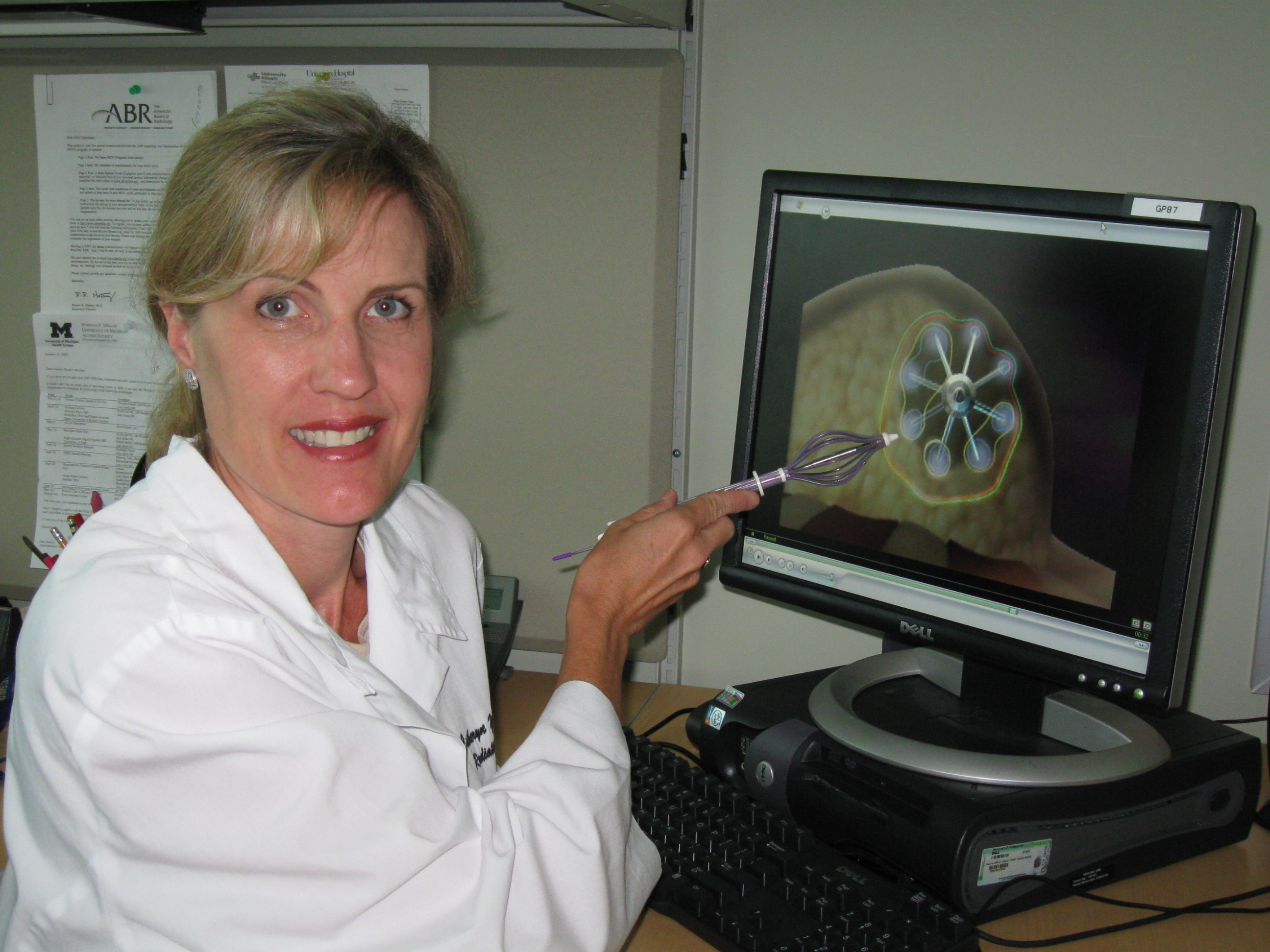
یک عضو هیئت ای بی آر در حال نشان دادن اختراع دستگاه برکیتراپی سینه

بورد رادیولوژی آمریکا (به انگلیسی: American Board of Radiology) تأسیس ۱۹۳۴، معروف به ABR، نام یک سازمان غیر انتفاعیست که وظیفه آن اعطای گواهینامه رسمی به متقاضیان کار در سه رشته‌های زیر (و زیرشاخه‌های آنها) در آمریکای شمالی را دارد:
- فیزیک پزشکی برای دارندگان مدرک دکترای PhD در زیرشاخه‌های جداگانه
  - تصویربرداری پزشکی
  - پرتودرمانی
  - پزشکی هسته ای
- آنکولوژی پرتوی ، رادیولوژی مداخله ای (انترونشنال) و تصویربرداری پزشکی برای دارندگان مدرک MD در زیرشاخه های
  - Hospice and palliative medicine
  - Neuroradiology
  - رادیولوژی هسته ای
  - رادیولوژی اطفال
  - Pain Medicine

داشتن گواهینامه ای بی آر برای کار در اکثر نقاط آمریکا و کانادا اجباریست.